# ラデク・ベイブル
ラデク・ベイブル（Radek Bejbl, 1972年8月29日 - ）は、チェコの元サッカー選手。ポジションはMF（守備的MF）。

## 経歴
1990年に18歳でSKスラヴィア・プラハへ入団し、選手生活をスタートすると、すぐに頭角を現し1995-96シーズンにガンブリヌス・リーガ優勝、UEFAカップベスト16進出に貢献した。この活躍によりスカウトの関心を集め、1996年にスペイン・プリメーラ・ディビシオンのアトレティコ・マドリードへ移籍した。アトレティコでもレギュラーに定着し、リーグ通算105試合に出場し、1996-97シーズンのUEFAチャンピオンズリーグベスト8進出や、1999年と2000年のコパ・デルレイ準優勝に貢献したが、タイトルとは縁がなく、2000年に2部降格が決まるとクラブを去り、フランス・リーグアンのRCランスへ移籍した。
その後はSKスラヴィア・プラハ、オーストリアのSKラピード・ウィーン、チェコのFCスロヴァン・リベレツを渡り歩き、2008年に現役を引退した。
チェコスロバキア代表として、1992年1月4日のエジプト戦で代表デビューを飾り、国際Aマッチ2試合に出場した。1995年からはチェコ代表に選出。1996年のUEFA EURO1次リーグ第2戦、対イタリア戦では決勝ゴールを決める活躍を見せ、同国の大会準優勝に貢献した。
しかし、1997年のFIFAワールドカップ・フランス大会予選ではスペインに競り負け、ワールドカップ出場は叶わなかった。UEFA EURO 2000に出場し、2001年6月6日の北アイルランド戦（試合は3-1でチェコの勝利）を最後に代表から退いた。チェコ代表通算では国際Aマッチ56試合に出場し、3得点を記録した。